# Goera kirilagoda
Goera kirilagoda är en nattsländeart som beskrevs av Schmid 1958. Goera kirilagoda ingår i släktet Goera och familjen grusrörsnattsländor. Inga underarter finns listade i Catalogue of Life.